# 전북여자고등학교
전북여자고등학교(全北女子高等學校)는 대한민국 전북특별자치도 전주시 덕진구 고랑동에 있는 사립 고등학교이다.

## 학교 연혁
- 1983년 3월 2일 : 개교식 및 입학식 (초대 한규화 교장 취임)
- 1986년 2월 7일 : 제1회 졸업식 (졸업생 453명)
- 1987년 1월 1일 : 행정구역 개편에 의한 전주시 편입
- 2004년 3월 25일 : 학교법인 훈산학원 설립인가(개교기념일), 경영학 박사 윤여웅 이사장 취임
- 2006년 3월 1일 : 전북여자고등학교로 교명 변경
- 2006년 6월 3일 : 다목적 강당(훈산관) 준공
- 2009년 6월 19일 : 기숙사(훈정관) 준공
- 2012년 2월 22일 : 급식실 증·개축
- 2023년 9월 1일 : 제13대 고인환 교장 취임
- 2024년 1월 26일 : 제39회 졸업식 220명 졸업(총 15,578명)
- 2024년 3월 4일 : 2024학년도 입학식 258명 입학
- 2025년 4월 24일 : 학교법인 전북학원 설립인가
- 2025년 4월 26일 : 학교법인 전북학원 김수엽 이사장 취임

## 참고 자료
- 전북여자고등학교 - 한국교육학술정보원 학교알리미